# N689 (België)
De N689 is een gewestweg in de Belgische provincie Luik. De weg verbindt de N633 in Tilff met de N30 in Cours ten zuiden van Embourg. De route heeft een lengte van ongeveer 4 kilometer.

## Plaatsen langs de N689
- Tilff
- Cortil
- Cours